# Жилой дом Балтийского пароходства
Жилой дом Балтийского пароходства — жилой дом в Кировском районе Санкт-Петербурга. Расположен по адресу: проспект Стачек, 80. Образец сталинской архитектуры, построенный в 1936—1938 годах по проекту Леонида Асса и Александра Гинцберга; выявленный объект культурного наследия России в составе комплекса из 18 домов квартала.

## История
Дом был построен в 1936—1938 годах по проекту архитекторов Леонида Асса и Александра Гинцберга в квартале, спроектированном мастерской № 1 Ленпроекта под руководством профессора А. А. Оля; он предназначался для расселения работников Балтийского пароходства, заказавшего постройку. При этом часть жилья была передана городу для расселения людей из аварийного жилья, подвалов и бараков.
30 марта 2000 года была проведена историко-культурная экспертиза дома в составе комплекса всего квартала из 18 зданий. На основании экспертного заключения 20 февраля 2001 года распоряжением КГИОП дом Балтийского пароходства был рекомендован ко включению в список вновь выявленных объектов, представляющих историческую, научную, художественную или иную культурную ценность.

## Описание
Дом находится на углу улицы Зенитчиков и проспекта Стачек, имея номер 80 по последнему. Главный фасад выходит на проспект Стачек, боковой — на улицу Зенитчиков.
6-этажный дом расчленён по горизонтали тягами на три поля, соответственно объединяющие (снизу вверх) три, два и один этаж. Поле, обнимающее три нижних этажа, обработано лёгкой рустовкой и служит как бы основанием для спаренных пилястр, обрамляющих трёхгранные эркеры. Пилястры поддерживают архитрав, на котором покоится верхний этаж с венчающим карнизом. Два сильных акцента по вертикали создаются лоджиями, идущими до шестого этажа. Пилоны, охватывающие лоджии, облицованы на высоту трёх этажей розовым гранитом. Из такого же гранита сделан и цоколь. Балконы с классическими балясинами отсутствовали в первоначальном проекте, но были добавлены для создания ансамбля с окружающими зданиями. Фасады здания первоначально были обработаны штукатуркой с белой мраморной крошкой и некоторым количеством охры.
Дом разделён на 4 подъезда, имеющих в общей сложности 52 квартиры. В углах здания на первом этаже расположены магазины. Чугунные перила лестниц выполнены по типовым чертежам Ленпроекта. Вестибюли лестничных клеток украшены потолком, обработанным кессонами. Квартиры были оборудованы горячей водой, изолированными мусоропроводом, раздельными санузлами и вместительными чуланами.